# Villers-au-Flos
Villers-au-Flos é uma comuna francesa na região administrativa de Altos da França, no departamento de Pas-de-Calais. Estende-se por uma área de 5,8 km². Em 2010 a comuna tinha 264 habitantes (densidade: 45,5 hab./km²).